# Castle (Halsey)
Castle è un singolo della cantante statunitense Halsey usato per la colonna sonora del film Il cacciatore e la regina di ghiaccio e pubblicato il 9 aprile 2016 insieme ad una nuova versione appositamente per il film.

## Descrizione
Castle è stata scritta da Halsey e Dylan Bauld e prodotta da Lido. Il brano è stato utilizzato anche negli spot pubblicitari e nel trailer del film Il cacciatore e la regina di ghiaccio.
La prima versione del brano, estratto dell'album Badlands, è stata inclusa nell'ottava puntata della seconda stagione della serie televisiva The Royals.

## Video musicale
Il video musicale per la colonna sonora del film Il cacciatore e la regina di ghiaccio è stato diretto da Scott Murray e pubblicato il 13 aprile 2016 su Vevo.

## Classifiche
| Classifica (2016) | Posizione massima |
| ----------------- | ----------------- |
| Scozia            | 80                |